# Camí de Matavaques
El Camí de Matavaques és una camí rural del terme municipal de Conca de Dalt (a l'antic terme de Toralla i Serradell, al Pallars Jussà, en territori del poble d'Erinyà.
És un camí que comunicava el poble d'Erinyà amb la partida de Matavaques, però en part està perdut a causa dels nous camins i pistes obertes els darrers quaranta anys. El tram conservat va de la Costa, al sud-est del poble d'Erinyà, al Serrat de Romers, al nord-oest del Clot de Matavaques, on enllaça amb les altres pistes existents en aquest lloc.